# Wąsaci Piotrkowie
Wąsaci Piotrkowie (ang. Mustache Petes) – pogardliwa nazwa pierwszych przywódców (urodzonych we Włoszech w XIX wieku) mafii amerykańskiej, którzy usiłowali ukształtować ją na wzór mafii sycylijskiej pod względem struktury i tradycji. Z upływem czasu skonfliktowani z młodą gwardią tzw. Young Turks.
Głównymi przedstawicielami starej gwardii byli m.in.:
- Nicholas Morello (1866-1916),
- Giuseppe „the Clutching Hand” Morello (1880–1930),
- Lupo Wolf (szwagier braci Morello; 1877-1944),
- Giuseppe „Joe Boss” Masseria,
- Salvatore Maranzano.

Według młodych mafiosów (młoda gwardia) takich jak Lucky Luciano, Frank Costello, Joe Adonis, Vito Genovese, Carlo Gambino, Albert Anastasia, Wąsaci Piotrkowie byli zadufani i wyniośli, zbytnio przywiązywali się do rytuałów i obrzędów mafijnych np. przysięgi krwi, nie dostrzegali konieczności nawiązania kontaktów z innymi etnicznymi grupami przestępczymi w Stanach Zjednoczonych (Irlandczycy, Żydzi, Polacy, Afroamerykanie, Latynosi) w ramach zorganizowanego ogólnokrajowego syndykatu.
Wraz z zakończeniem krwawej Wojny Catellammarese, z którą wiąże się śmierć Joe Masserii i Salvatore Maranzano, doszło do upadku starej mafii w Stanach Zjednoczonych i narodzin nowej formy przestępczości zorganizowanej tzw. ogólnokrajowego syndykatu.